# Malpractice
Malpractice — второй студийный альбом британской паб-рок-группы Dr. Feelgood, записанный с продюсером Виком Мэйлом и выпущенный лейблом United Artists (в Великобритании; в США — Columbia) в октябре 1975 года.

## Об альбоме
Malpractice второй альбом группы (в Америке оказавшийся дебютным), был записан (в отличие от первого) стерео и ознаменовал (согласно Брюсу Эдеру, рецензенту Allmusic) значительный прогресс в общем развитии группы.
В ноябре 1975 года альбом поднялся до #17 в UK Albums Chart и оставался в списках шесть недель. В августе 1990 года он был перевыпущен Grand Records в двух форматах (винил, CD).

## Содержание
1. «I Can Tell» (Bo Diddley, Smith) 2:46
2. «Going Back Home» (Green, Johnson) 4:00
3. «Back in the Night» (Johnson) 3:18
4. «Another Man» (Johnson) 2:55
5. «Rollin' and Tumblin'» (Muddy Waters) 3:12
6. «Don’t Let Your Daddy Know» (Johnson) 2:57
7. «Watch Your Step» (Bobby Parker) 3:23
8. «Don’t You Just Know It» (Huey «Piano» Smith, Johnny Vincent) 3:49
9. «Riot In Cell Block Nine» (Jerry Leiber and Mike Stoller) 3:40
10. «Because You’re Mine» (Johnson, Lowe, Sparks) 4:54
11. «You Shouldn’t Call the Doctor (If You Can’t Afford the Bills)» (Johnson) 2:36[1]

## Участники записи
- Lee Brilleaux — гитара, гармоника, вокал
- Wilko Johnson — гитара, бэк-вокал
- The Big Figure — ударные
- John B. Sparks — бас-гитара
- Vic Maile — продюсер
- Bob Andrews — клавишные, саксофон
- Doug Bennett — звукоинженер
- Кейт Моррис — фотография для обложки[1]